# Fanny Blankers-Koen
Francina Elsje „Fanny“ Blankers-Koen (geborene Koen; anhörenⓘ* 26. April 1918 in Lage Vuursche Gemeinde Baarn; † 25. Januar 2004 in Hoofddorp) war eine niederländische Leichtathletin, die bei den Olympischen Spielen 1948 vier Goldmedaillen im Sprint und Hürdensprint gewann. Damit ist sie nach der Anzahl der Goldmedaillen eine der sieben erfolgreichsten Leichtathletinnen bisher.(Stand: 2022)

## Karriere
Fanny Koen begann erst im Alter von 16 Jahren mit der Leichtathletik. Ihr Trainer Jan Blankers, ein ehemaliger Dreispringer, erkannte ihr vielseitiges Talent. Mit 18 Jahren nahm sie an den Olympischen Spielen 1936 in Berlin teil. Dort belegte sie im Hochsprungwettbewerb den fünften Platz. Mit der niederländischen 4-mal-100-Meter-Staffel wurde sie ebenfalls Fünfte. Bei den Europameisterschaften 1938 in Wien wurde sie über 100 und 200 Meter jeweils Dritte. 1943 stellte sie im Hochsprung mit 1,71 m und im Weitsprung mit 6,25 m jeweils einen neuen Weltrekord auf. Ihre erfolgreichste Zeit begann jedoch erst nach dem Zweiten Weltkrieg. Bei den Europameisterschaften 1946 gewann sie zwei Goldmedaillen über 80 Meter Hürden und mit der 4-mal-100-Meter-Staffel.
Der Höhepunkt ihrer Karriere waren die Olympischen Spiele 1948 in London, wo sie zum Superstar der Veranstaltung avancierte. Sie gewann vier Goldmedaillen über 100 Meter, 200 Meter, 80 Meter Hürden und mit der 4-mal-100-Meter-Staffel. Dies ist umso bemerkenswerter, da die zweifache Mutter damals nur gerade vier Stunden pro Woche trainierte. Auf weitere Starts im Weitsprung und Hochsprung musste sie als in beiden Disziplinen amtierende Weltrekordhalterin verzichten, da das Reglement dies nicht erlaubte. Sie erhielt damals die Spitznamen „Die fliegende Hausfrau“ und „The Flying Dutchmam“. Für ihre Leistung wurde Blankers-Koen mit der Sportler des Jahres-Auszeichnung von Associated Press geehrt. Bis heute gehört sie damit zu den wenigen Sportlern, die diese Auszeichnung erhalten haben und nicht US-Staatsbürger waren oder sind.
Fast so erfolgreich wie 1948 war sie bei den Europameisterschaften 1950 mit Siegen über 100 Meter, 200 Meter und 80 Meter Hürden sowie einer Silbermedaille mit der Staffel.
Ihre aktive sportliche Laufbahn beendete sie 1956. Fanny Blankers-Koen hatte bei einer Größe von 1,75 m ein Wettkampfgewicht von 63 kg. Sie gilt als eine der erfolgreichsten Leichtathletinnen aller Zeiten. Während ihrer aktiven Zeit stellte sie 21 Weltrekorde in sechs verschiedenen Disziplinen auf. Seit 1981 werden in Hengelo im Fanny-Blankers-Koen-Stadion die ebenfalls nach ihr benannten internationalen FBK-Games ausgerichtet. 1999 wählte die International Association of Athletics Federations (IAAF) Blankers-Koen zur Leichtathletin des Jahrhunderts.

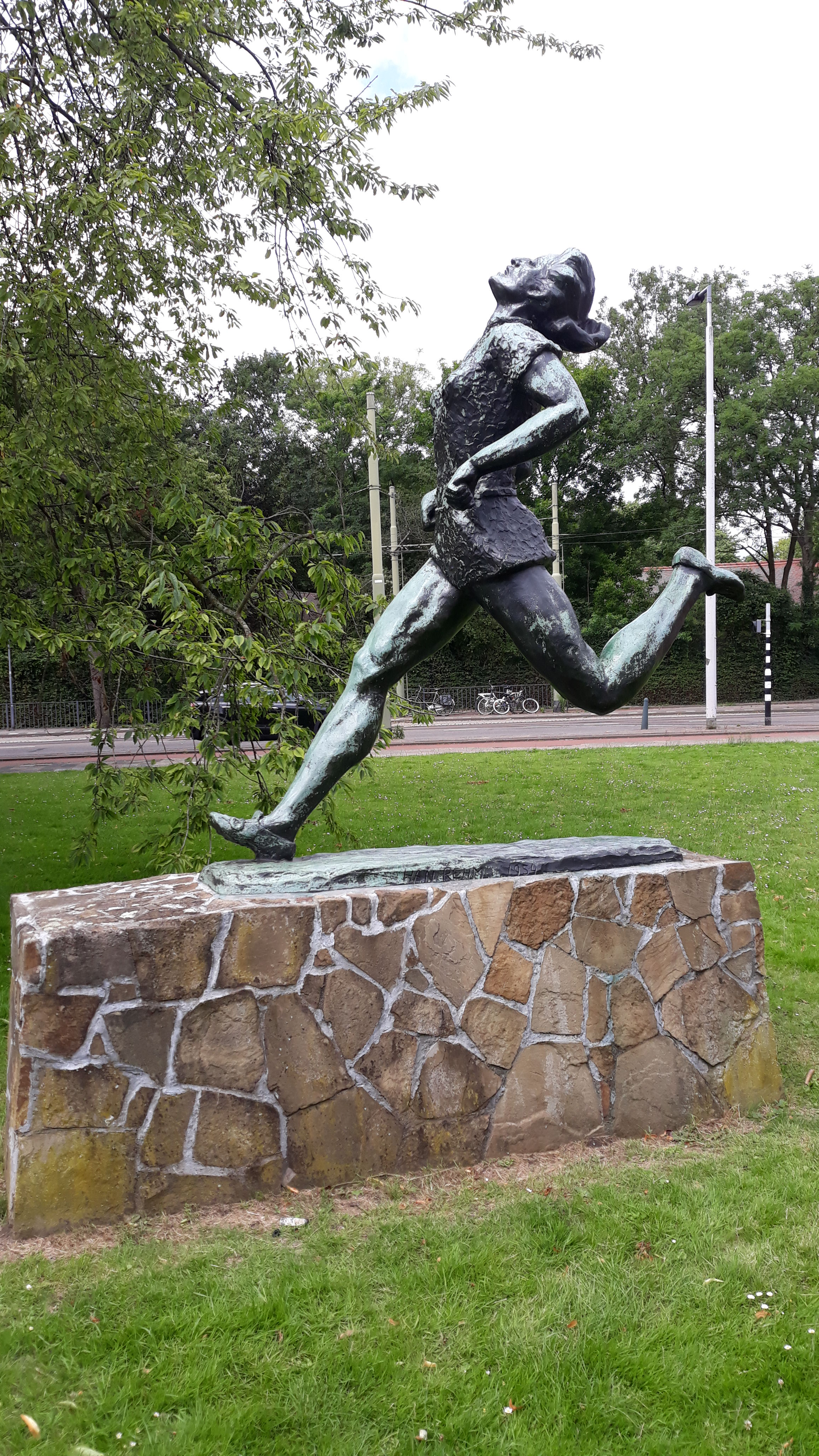
Denkmal in Rotterdam

Die letzten Lebensjahre verbrachte sie in einem Pflegeheim in Hoofddorp, wo sie am 25. Januar 2004 im Alter von 85 Jahren starb.
2012 wurde sie in die IAAF Hall of Fame aufgenommen.

## Trivia
Am 26. April 2018 zu ihrem 100. Geburtstag wurde Blankers-Koen mit einem Google Doodle geehrt.